# Gerald McRaney
Gerald Lee «Mac» McRaney (Collins, Misisipi, 19 de agosto de 1947) es un actor de cine y televisión estadounidense. McRaney es conocido por sus papeles en series como Simon & Simon, Major Dad, House of Cards, This Is Us y Promised Land. Apareció como personaje regular en la primera temporada de Jericho, y en la temporada final de Deadwood.

## Primeros años
McRaney nació en Collins, Misisipi, hijo de Edna y Clyde McRaney, un constructor. Tiene ascendencia escocesa y nativa americana. Asistió a la Universidad de Misisipi.